# Малка чучулига
Малка чучулига (Calandrella cinerea) е вид птица от семейство Чучулигови (Alaudidae).

## Разпространение
Видът е разпространен в Ангола, Ботсвана, Бурунди, Габон, Еритрея, Етиопия, Замбия, Зимбабве, Йемен, Демократична република Конго, Република Конго, Кения, Лесото, Малави, Мозамбик, Намибия, Нигерия, Руанда, Саудитска Арабия, Сомалия, Свазиленд, Танзания, Уганда и Южна Африка.